# Бахт Ґерай
Бахт Ґерай (1745—1800) — номінальний хан Кримського ханства (лютий 1789—червень 1792). Як і хан Шахбаз Ґерай отримав титул хана від турецького султана, однак Кримом не правив через його анексію Російською імперією у 1783 р. Контролював лише Буджак, західну окраїну Кримського ханства.